# Dolores Pacileo
Dolores Pacileo (* 1944 in New York City) ist eine US-amerikanische Installationskünstlerin, die in St. James (New York) lebt und arbeitet.

## Leben
Dolores Pacileo studierte von 1964 bis 1966 an der School of Visual Arts, von 1967 bis 1971 am Pratt Institute und machte 1972 den Master an der Goddard Graduate School, Plainfield. Mit einem Fulbright-Stipendium ausgestattet verbrachte sie das Jahr 1972 an der Kunstakademie Düsseldorf. Sie wurde an der Antioch University in Yellow Springs promoviert. 1974 fand Pacileos erste Einzelausstellung „Botanische Kunst“ im Museum Ostwall in Dortmund statt. Pacileo war 1976 Gründungsmitglied des Museums of contemporary Art for children in Suffolk County und die Direktorin dieses Museums.
Für die documenta 6 entwickelte Dolores Pacileo das Werk „Flipper (Spiellandschaft für Kinder)“, welches unter der Terrasse „Schöne Aussicht“ an einem abfallenden Wiesenhang installiert wurde. Auf einer Fläche von 26 m Durchmesser befand sich eine kreisförmige Spiellandschaft aus einfachen Formen und bunten Farben, die sich an alle Sinne von Kindern jeden Alters wendete.